# Яростные киборги
«Яростные киборги» (англ. Dark Future) — фильм 1994 года производства США режиссёра Грейдона Кларка.

## Сюжет
В XXI веке человечество было уничтожено чумой. Немногие выжившие вынуждены жить под землёй в метрополитене, служа рабами киборгам, которые захватили власть. Людям запрещено размножаться, все сексуальные контакты только в формате сексуальных рабов для киборгов. У бармена Кендалла давно возникали вопросы о жизни за пределами «безопасной зоны», но когда ему удаётся спасти новорождённого человеческого ребёнка, родителей которого киборги убили, ему приходится идти против «хозяев» и поднять восстание. Один из лидеров восстания Пэррин совершает предательство и выдаёт ребёнка киборгам. Кендалл выходит на его поиск за пределы «зоны». В лаборатории Кендалл обнаруживает, что стареющие человеческие «старейшины», которые управляют армией киборгов через устройство контроля их разума, планируют убить ребёнка и извлечь его жизненно важные органы, чтобы продлить свою собственную жизнь. Кендаллу удаётся похитить контольное устройство и нейтрализовать киборгов,  забрать младенца у бессильных старейшин, и вывести людей из подземного мира.

## В ролях
- Дэрби Хинтон — Кендалл
- Леонард Донато — Неро
- Андреа Манн — Бирч
- Габриэль Вон — Перрин
- Юлиан Юрин — Хаген
- Анатолий Шведер — Джозеф
- Анна Леон — Мерритт
- Оксана Полевникова — Коллинз
- Владимир Жебко — Голда
- Зинаида Шер — Уилер
- Светлана Немировская — мать
- Владимир Зинин — киборг
- Михаил Хворов — киборг
- Константин Анисимов — киборг
- Алексей Нилов — киборг (нет в титрах)

## Съёмки
Фильм снят в Санкт-Петербурге, это второй фильм снятый режиссёром здесь после фильма 1992 года «Пляска смерти» снятым совместно с киностудией «Ленфильм», в фильме не только задействованы российские актёры, но и ассистентом режиссёра был ленфильмовский режиссёр Борис Павлов-Сильванский, за декорации отвечал Юрий Пашигорев, а за трюки Сергей Головкин.

## Критика
фантастический боевик, снятый по законам малобюджетного кино. Скромные декорации, ограниченное число действующих лиц, которых из-за прямолинейности и схематичности поступков невозможно назвать «героями», убогие костюмы — все это причисляет ленту к реестру многочисленных киноподелок-однодневок.— журнал «Если»

Режиссёру Грейдону Кларку обеспечено место в пантеоне трэш-кинематографа. Этот недорогой научно-фантастический фильм такого же качества, как и большинство других фильмов Кларка, но в нём нет того непринужденного веселья, которое можно найти в таких запоминающихся фильмах, как «Болельщицы для Сатаны» и «Незваный». … Кларк иногда эффективно перемещает камеру (хотя, возможно, это результат некоторой прозорливости на съемочной площадке), но у него нет дара выбирать таланты или добиваться исполнения от неактеров, которых он выбирает. Добавьте к этому театральному безобразию вялую сквозную съемку, неряшливую хореографию боя, плохое соответствие кадров от среднего до крупного плана и утомительные эпизоды погони в прятки, и в итоге вы получите развлечение практически нулевого качества.
— TV Guide